# Бетл (река)
Бетл (енгл. Battle River) је канадска река која протиче кроз централни део провинције Алберта и кроз западни део провинције Саскачеван.
Река Бетл истиче из маленог истоименог језера у централном делу Алберте на надморској висини од 849 метара, на удаљености неких 100 км југозападно од Едмонтона. Протиче углавном кроз преријско подручје тако да је одликује спор ток и меандарско речно корито. Након 570 км тока улива се у реку Северни Саскачеван код места Норт Бетлфорд у провинцији Саскачеван. Уједно је и највећа притока у систему Северног Саскачевана.
Сливно подручје Бетла обухвата површину од 30.300 км², а просечан проток на ушћу је 10 м³/сек. Надморска висина ушћа је на 463 метра, па је тако укупан пад реке свега 386 метара или у просеку 0,7 м/км тока.
Језеро Бетл из ког река отиче је јако мало и има површину од свега 4,56 км² са просечном дубином од око 7 метара. У средњем делу тока Бетл је преко Пиџн Лејк Крика повезана са језером Пиџен које је веома популарно одмаралиште.